# فرانک بیتزونی
فرانک بیتزونی (ایتالیایی: Frank Bizzoni; ۷ مهٔ ۱۸۷۵ – ۲۵ دسامبر ۱۹۲۶) دوچرخه‌سوار اهل ایالات متحده آمریکا بود. وی در
```
شرکت کرده است.
```